# 鉄道安全考動館
鉄道安全考動館（てつどうあんぜんこうどうかん）とは、大阪府吹田市にある西日本旅客鉄道（JR西日本）の事故資料展示施設である。

## 概要
2005年4月25日に発生したJR福知山線脱線事故を、将来に亘ってJR西日本の社員が重く受け止めること、過去の事故から得られた安全対策を体系的に理解することを目的として、2007年4月3日に開設された。
施設名には、「社員ひとりひとりが安全について深く考え、具体的な行動に結びつけてほしい」という意味が込められている。
同社の社員研修センター内に設けられており、一般公開はされていない。

## 施設
敷地は約600平方メートルあり、福知山線列車事故研修室と鉄道事故歴史研修室の2つの研修室が設けられている。
福知山線列車事故研修室は、事故現場を再現した20分の1の模型を中央に設け、当時の写真、報道資料を展示し、遺族や負傷者から寄せられた声、事故に関する社員の思い、安全性向上など再発防止に向けた取り組みをパネルで掲示する。
鉄道事故歴史研修室は、脱線・衝突、列車火災、設備管理、人身障害・踏切障害、労働災害に区分し、1951年の桜木町列車火災、1962年の三河島事故、1999年の山陽新幹線トンネルコンクリート剥落事故など、日本国有鉄道（国鉄）、JR西日本、他社の事故を含め、現行のルール、設備などの安全対策が取り入れられる契機となった37件を展示する。
施設の公開について、一般公開の予定は無いものの、オープン前に福知山線列車事故の負傷者や遺族を対象に公開された。
JR西日本は同施設を2007年春以降の新入社員の安全教育研修に活用し、同社鉄道事業に携わる全社員約2万6000人を対象に、約2年かけて研修を実施した。

## 展示内容に関する事象
1991年5月に起きた信楽高原鐵道列車衝突事故についてのパネルも設置されているが、このパネルの記述内容を巡って信楽高原鐵道がJR西日本に対して文書で是正を申し入れた。事故は、信楽高原鐵道と十分に協議せず、当時の運輸省に無届けで「方向優先てこ」を設置したことが原因であったことが明らかになっているが、事故の展示パネルではこの点について触れられていなかった。
これについては信楽高原鐵道の遺族も「JR西日本の責任がほとんど触れておらず不適切」として抗議を行っている。